# Медноглава змия
Медноглава змия (Agkistrodon contortrix), наричана също мокасинова змия, е вид змия от семейство Отровници (Viperidae). Видът не е застрашен от изчезване.

## Разпространение и местообитание
Разпространен е в Мексико и САЩ.
Обитава наводнени и влажни райони, гористи местности, сухи и пустинни области, скалисти райони, хълмове, възвишения, каньони, пещери, езера и блата, мочурища и тресавища.

## Описание
Продължителността им на живот е не повече от 29,8 години. Популацията на вида е стабилна.